# Landschaftsschutzgebiet Hefferthorn-Fellhorn-Sonnenberg
Das Landschaftsschutzgebiet Hefferthorn – Fellhorn – Sonnenberg wurde im Jahr 1983 zur Erhaltung der besonderen landschaftlichen Eigenart und Schönheit sowie des sich daraus ergebenden Erholungswertes unter Schutz gestellt.

## Lage und Größe
Das Landschaftsschutzgebiet hat eine Größe von 6.963,97 Hektar und erstreckt sich vom Bergstock des Hefferthorns über das Hagertal Richtung Osten bis an die deutsche Grenze. Im Südosten grenzt das Gebiet bei Lofer an das Land Salzburg.
Das Schutzgebiet liegt im Gebiet der Gemeinden Waidring, Kirchdorf in Tirol und Kössen im Bezirk Kitzbühel auf einer Seehöhe von 605 m (Hagertal) bis 1869 m (Steinplatte).
Als größtes Gewässer wird das Gebiet im Hagertal von der Großache durchflossen. Die bedeutendsten Erhebungen im Landschaftsschutzgebiet sind:
- Hefferthorn (1735 m ü. A.)
- Unterberghorn (1773 m ü. A.)
- Fellhorn (1765 m ü. A.)
- Steinwurfkogel (1587 m ü. A.)
- Eggenalmkogel (1686 m ü. A.)
- Sonnenberg (südlicher Hang der Steinplatte, 1869 m ü. A.)

## Landschaftsbild

### Bewirtschaftung
Die Besonderheit der Landschaft liegt in ihrer Ursprünglichkeit. Auf kleinräumigen Weideflächen, die teilweise auch im Talbereich liegen, werden Almen (Bergweiden) seit Jahrhunderten in traditioneller Art und Weise bewirtschaftet. Infolge dieser bäuerlichen Nutzung haben sich um die ehemaligen Gehöfte die Siedlungen Wohlmuting und Taxerau gebildet.

### Gesteinsformation und Entwässerung
Die Landschaftsformationen sind hier eher lieblich wie im Alpenvorland und grenzen sich damit deutlich von den Massiven des Kaisergebirges und der Loferer Steinberge ab. In dicht bewaldeten und durchklüfteten Bergstöcken mit engen Schluchten und Wasserfällen, finden sich auch viele Quellen und Moore. Im gesamten Gebiet zwischen Erpfendorf und Kössen stürzen viele Wasserfälle in den Talboden hinab und speisen die Großache.
Hier sind besonders der Taxabach, der Grießbach und der Brunnbach zu nennen. Der Brunnbach fließt als naturbelassenes, nicht reguliertes Gewässer über mehrere Kilometer durch das Hagertal, ehe er in der Großache mündet. Der Flussverlauf des Brunnbaches prägt das Auenland im Hagertal mit seinen Windungen und dem ursprünglichen Uferbewuchs in für dieses Gebiet besonders typischer Weise.
Im Bereich Fellhorn und Steinplatte führte die Beschaffenheit des Kalkgesteins zur Entstehung von Karsterscheinungen. So sind hier ausgeprägte Dolinen, Trichter und Höhlen zu finden. Im Landschaftsschutzgebiet liegt das nördlichste und auch eines der größten Riffe der Nördlichen Kalkalpen.
Die Formation um das Fellhorn und Unterberghorn ist durch eiszeitliche Gletscher entstanden, davon zeugen neben Gletscherschliffen oder Gletschermühlen auch Reste von Moränen.

### Wälder
Die Wälder im Landschaftsschutzgebiet unterscheiden sich deutlich vom sonst in der Region gewohnten Bild. Der Fichten-Buchen-Mischwald reicht bis zu einer Höhe von 1500 m hinauf. Daneben finden sich Tanne, Lärche, Eberesche, Bergahorn und Zwergmispel sowie im Unterwuchs Alpenheckenrose, Seidelbast und Steinröschen.

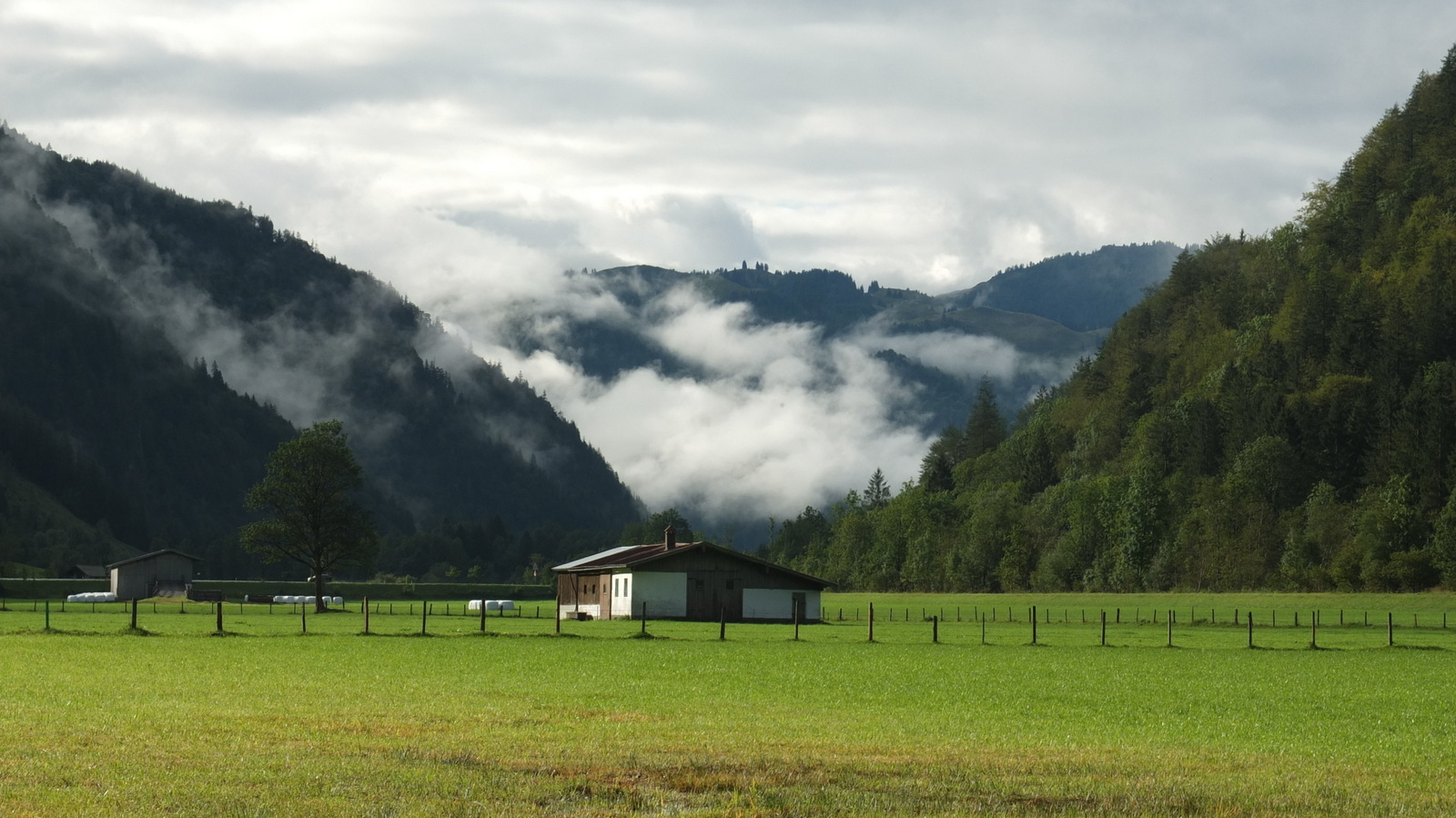
Alm im Talgrund vom Hagertal
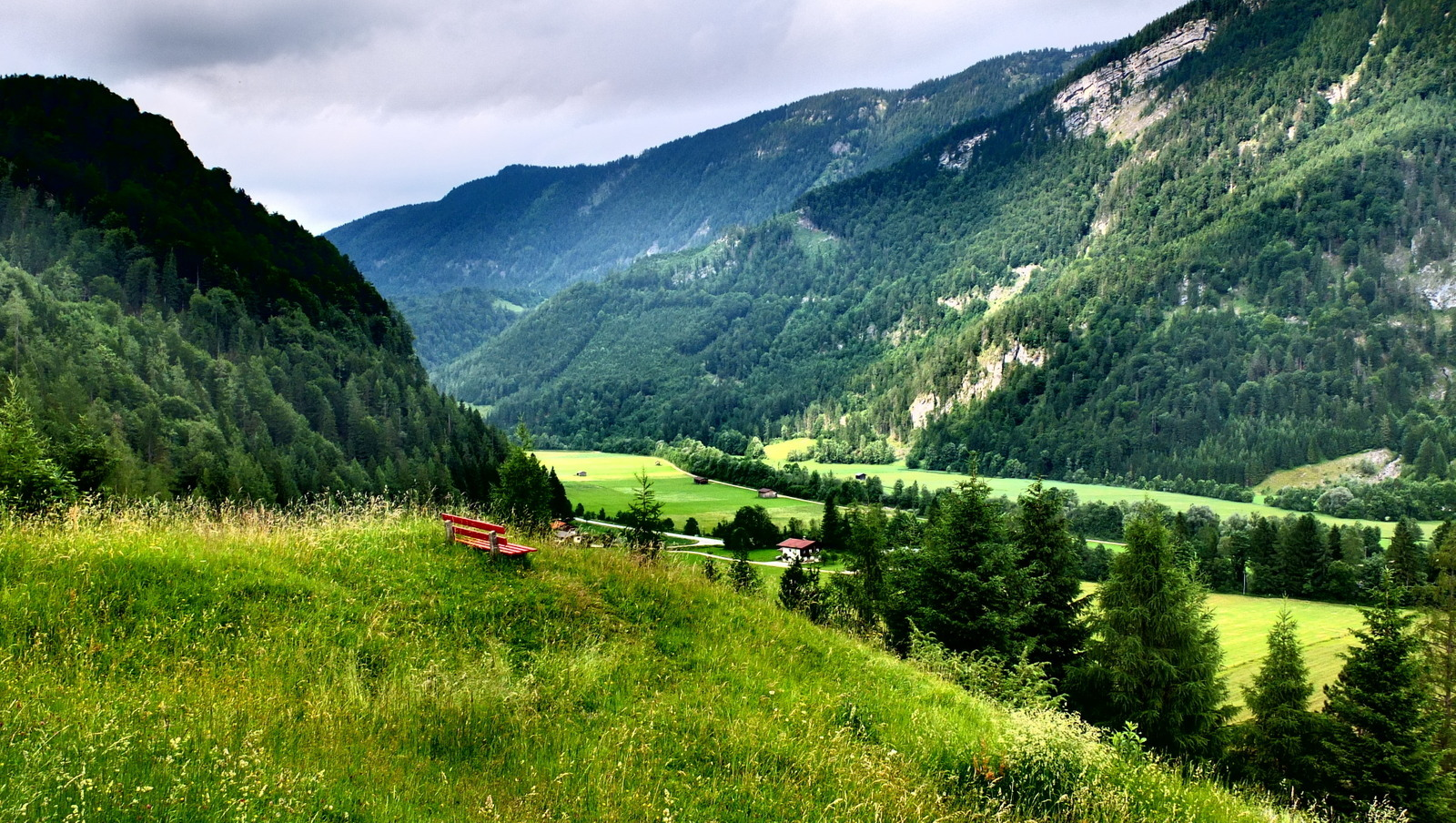
Blick vom Eiblkogel
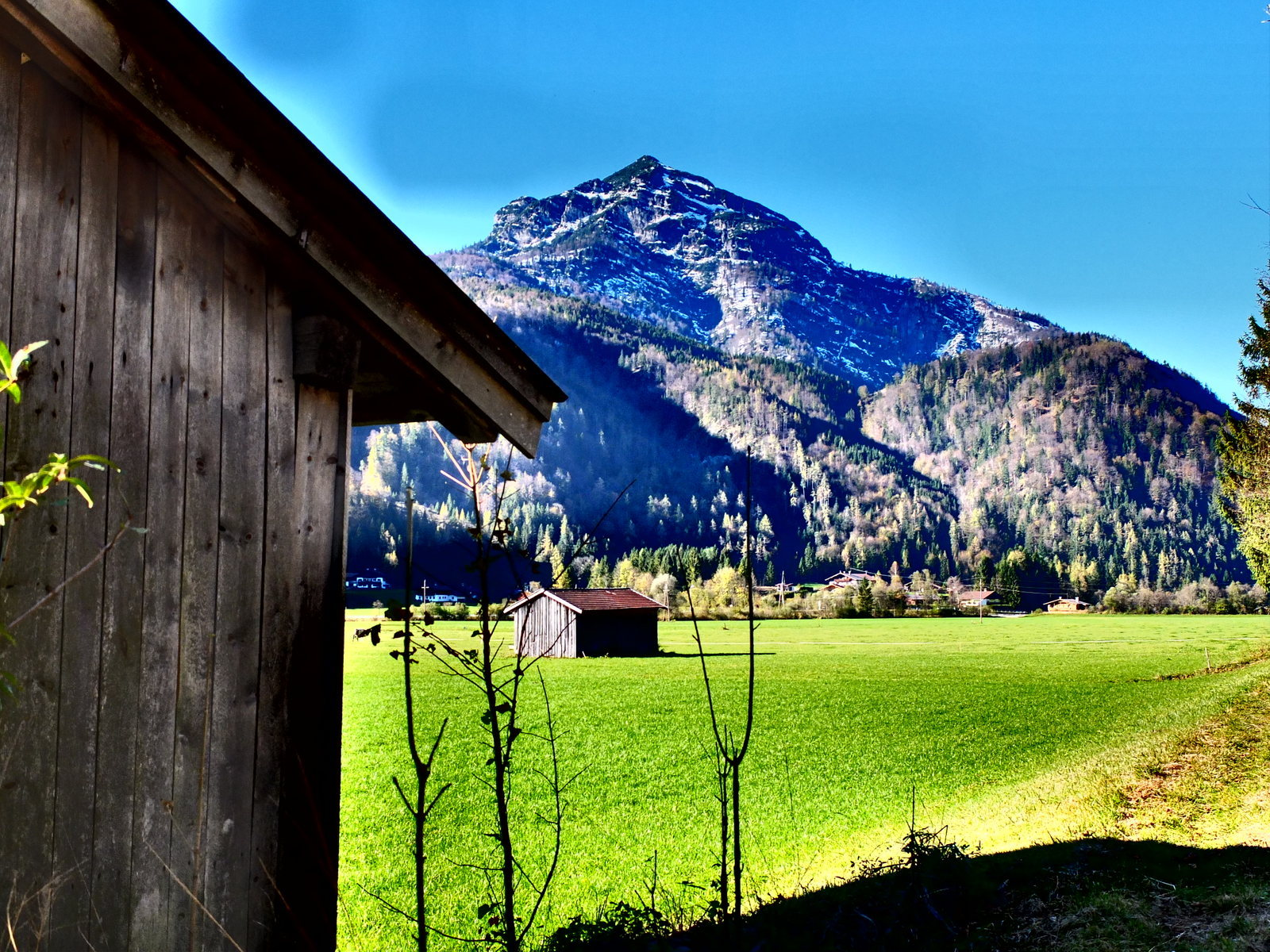
Hefferthorn
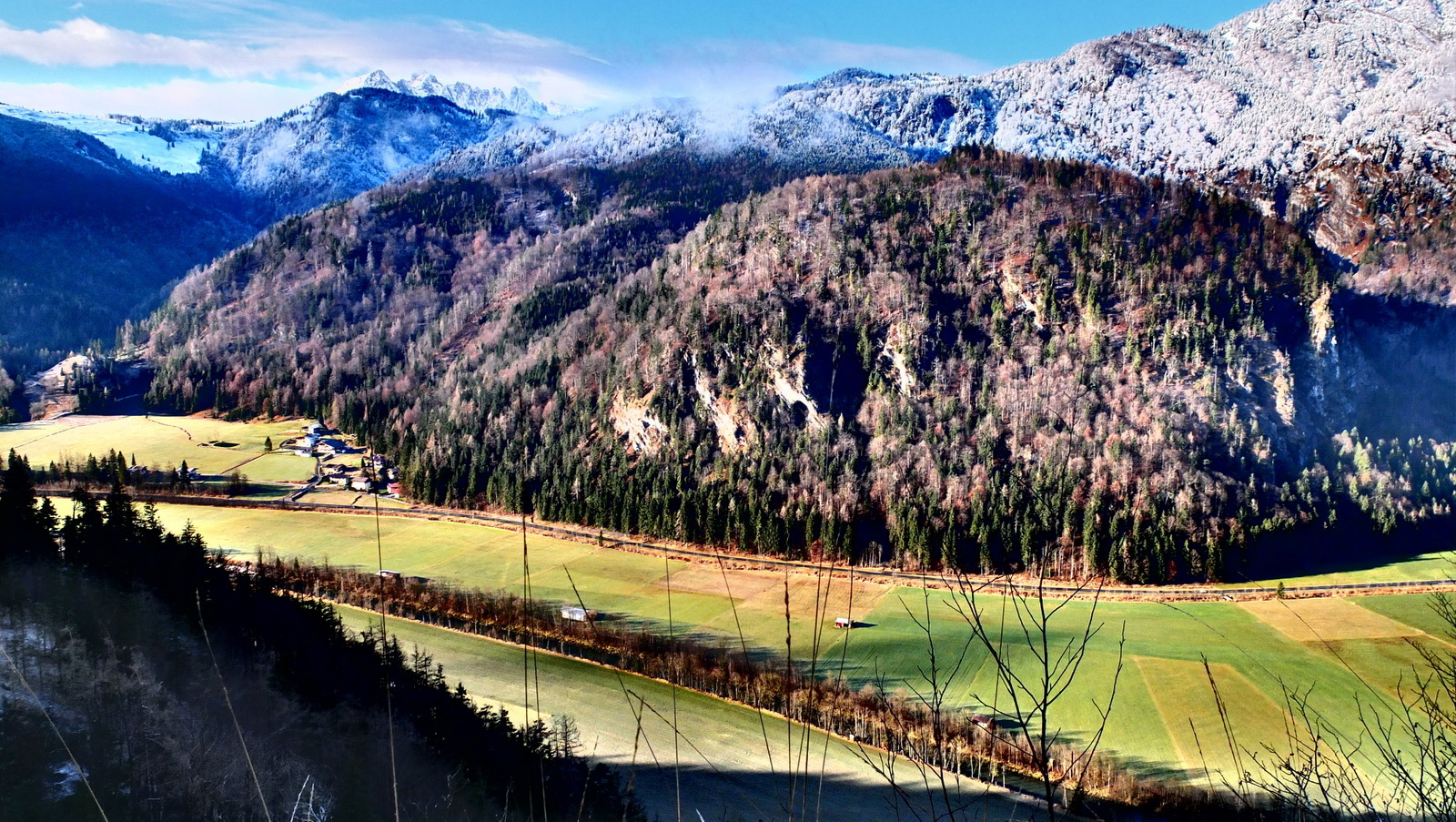
Taxerau im Hagertal
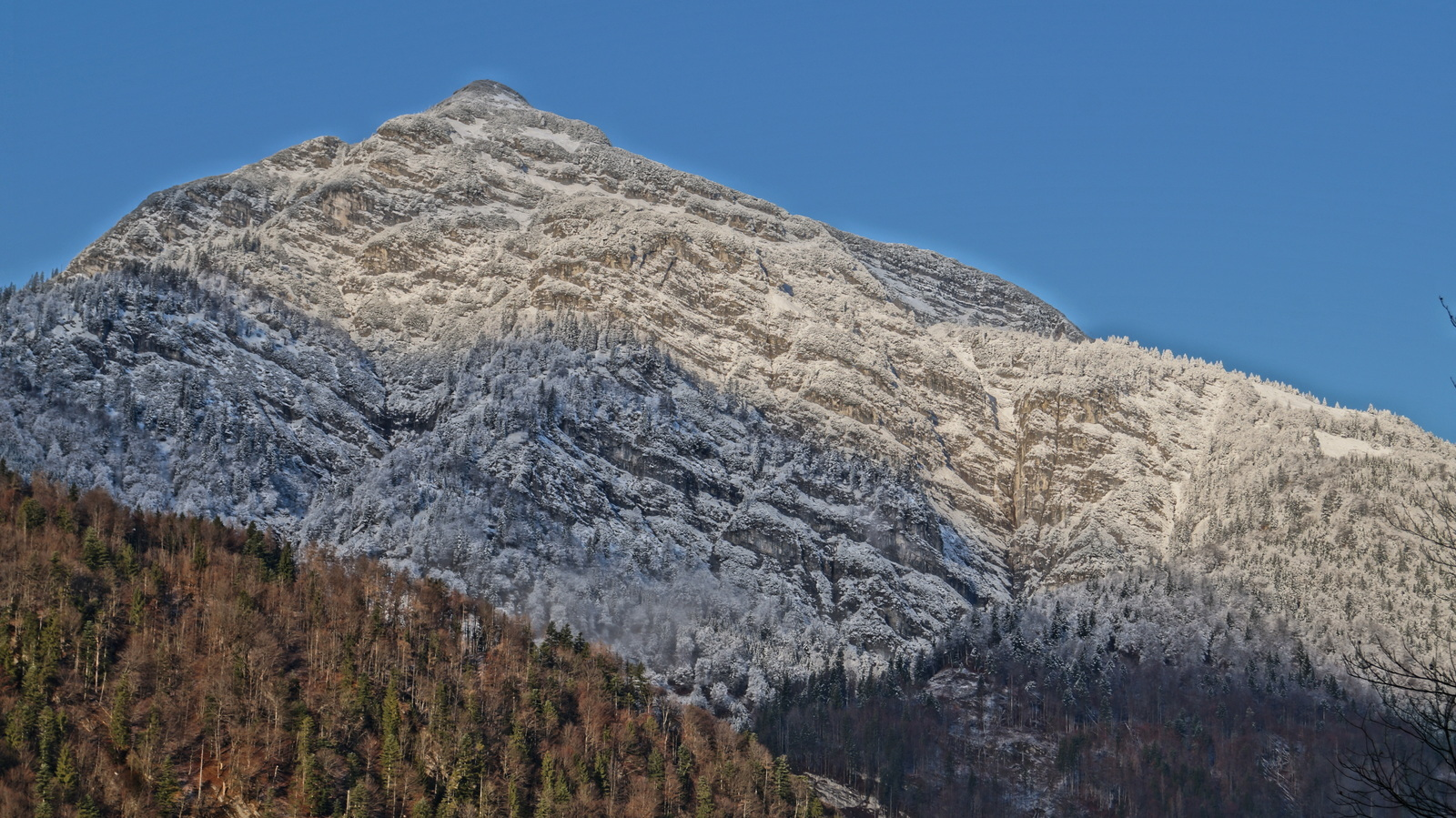
Hefferthorn
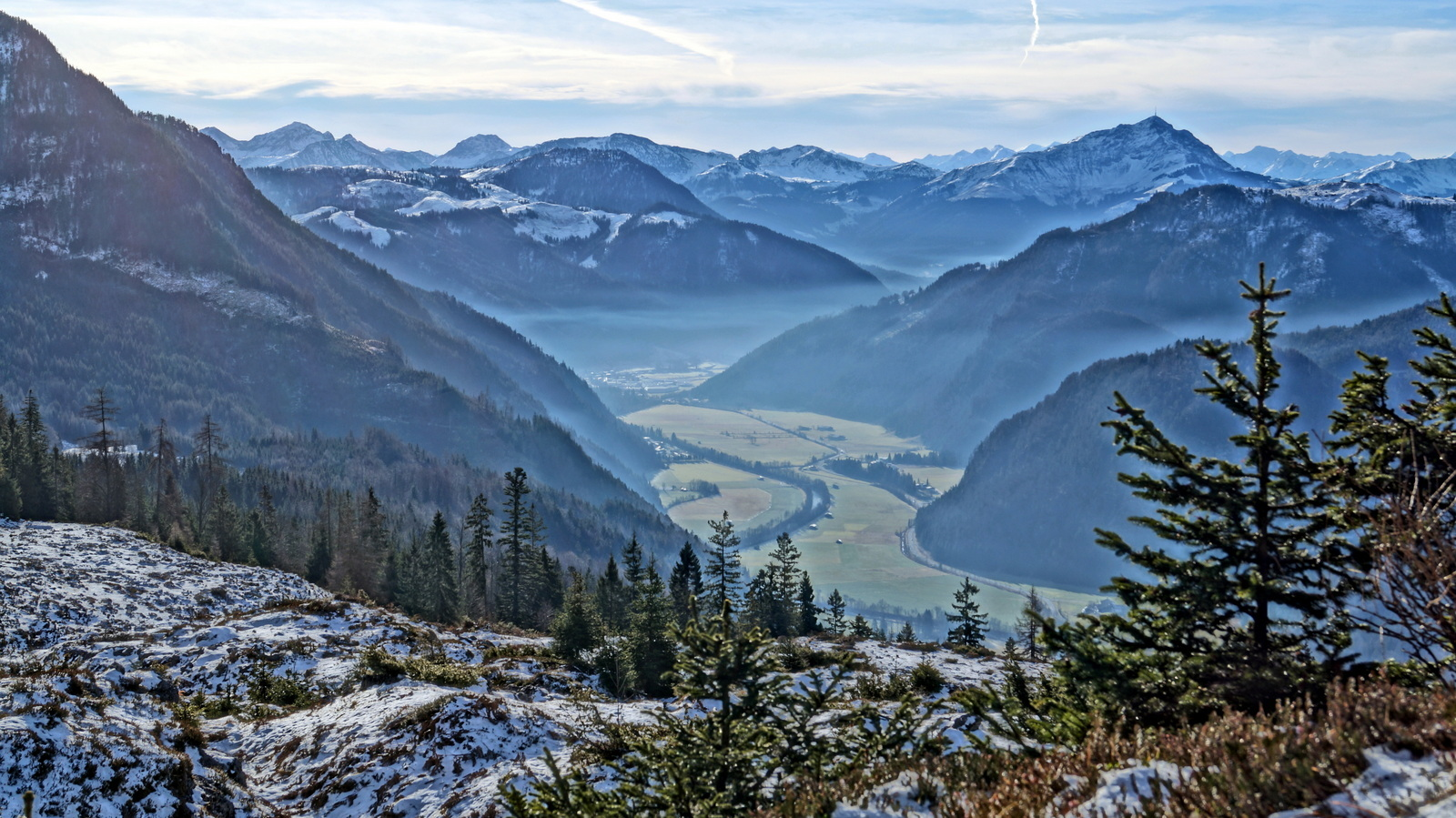
Hagertal
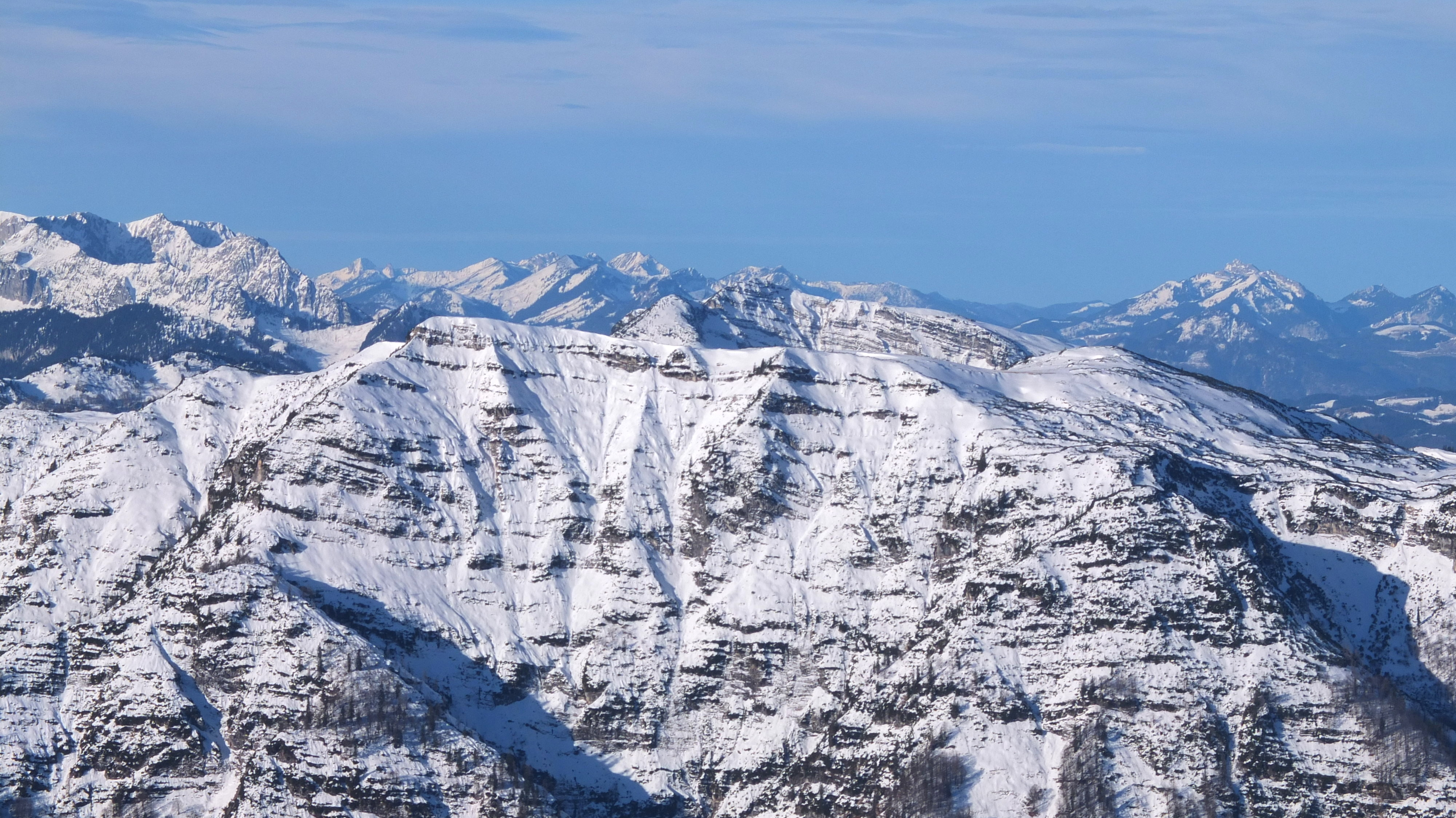
Fellhorn und Hefferthorn